# Война с Порсенной
Война с Порсеной — военный конфликт римлян, возглавлявшихся Публием Валерием Публиколой, с царём Клузия Ларсом Порсеной.
Порсена оказал помощь изгнанному царю Тарквинию Гордому и в 508 году до н. э. подошёл к Риму, разорил окрестности, захватил окружающию Рим холмы, в том числе и Яникул, и осадил город. Согласно легенде, римляне не успели разрушить Свайный мост, по которому войско Порсены могло пройти в Рим. Гораций Коклес при поддержке Тита Герминия и Спурия Лукреция оборонял мост, пока он не был разрушен.
Публикола разгромил несколько отрядов этрусков, но это не изменило ситуацию. Переломил ход войны героический поступок Гая Муция, который, намереваясь убить Порсену, попал в плен и сжёг себе руку. Порсена, поражённый таким поступком, снял осаду и заключил мир с римлянами.